# Kazimierz Szulc (etnograf)
Kazimierz Szulc (ur. 15 października 1825, zm. 27 marca 1887 w Poznaniu) – etnograf, publicysta, działacz społeczny.

## Życiorys
Kazimierz Szulc urodził się w Saminie, a jego rodzicami byli Kazimierz Szulc, rolnik oraz Gertruda z domu Truszczyńska. Początkiem jego nauki było gimnazjum w Chełmnie, a następnie od 1845 roku uczył się w Ełku. Był wśród osób, które przygotowywały powstanie. Uwięziono go w 1846 roku, a następnie skazano na 8 lat twierdzy w procesie Ludwika Mierosławskiego i towarzyszy. Więziono go przez 2 lata w twierdzy grudziądzkiej, a w 1848 roku został uwolniony i wyjechał do Koszalina, gdzie w następnym roku otrzymał świadectwo maturalne. Później we Wrocławiu studiował historię i geografię oraz był wydawcą „Znicza”, które było pismem młodzieży polskiej. Studiując był członkiem Towarzystwa Literacko-Słowiańskiego, pozostając do końca życia wierny ideałom słowianofilskim. Ze względu na ciężkie warunki materialne zmuszony został przerwać studia i w 1853 roku przyjechał do Wielkopolski, pracując tam jako nauczyciel domowy. W 1856 roku we Wrocławiu na podstawie pracy De origine et sedibus veterum Illyriorum ukończył studia z tytułem doktora. Po ich ukończeniu przyjechał do Poznania i zaczął uczyć w gimnazjum Marii Magdaleny. Był inicjatorem założenia w Poznaniu Towarzystwa Przyjaciół Nauk i w którym wraz z Leonem Wegnerem, ks. Franciszkiem Malinowskim i braćmi Studniarskimi należał w Towarzystwie do komisji organizacyjnej. Nie mógł zostać członkiem Towarzystwa, ponieważ zakazały tego niemieckie władze szkolne. Przestał pracować jako nauczyciel w 1862 roku i został redaktorem naczelnym „Tygodnika Poznańskiego”. Kiedy wybuchło powstanie styczniowe wyjechał do Królewca, gdzie kupował broń dla powstańców. Powrócił do Poznania i w 1864 roku przez sąd w Berlinie skazano go na rok więzienia, który odbył w Magdeburgu. W 1865 roku odzyskał wolność i wyemigrował do Paryża, gdzie pracował jako robotnik, a później w bibliotece Czartoryskich oraz był profesorem i kierownikiem Szkoły Polskiej. Do Poznania powrócił pod koniec 1871 roku i zajął się obowiązkami zawodowymi oraz społecznymi: w latach 1871–1872 jako redaktor „Dziennika Poznańskiego” i w 1872 roku „Gazety Wielkopolskiej”, członek spółki akcyjnej Banku Włościańskiego i Związku Spółek Zarobkowych, sekretarz Towarzystwa Przemysłowego oraz członek Towarzystwa Pomocy Naukowej. Pracował jako urzędnika, a do 1885 roku na stanowisku dyrektora Towarzystwa Ubezpieczeniowego „Vesta”. Będąc czynnym członkiem PTPN i sekretarzem Wydziału Historyczno-Literackiego. W „Tygodniku Wielkopolskim” ukazywały się jego rozprawy i artykuły, a tematem który lubił były sprawy słowiańskie. Przebywał w Bułgarii w roku 1885 na kuracji i pisywał stamtąd korespondencje do pism krajowych. Również w prasie bułgarskiej ukazywały się jego publikacje i był autorem projektu organizacji szkolnictwa bułgarskiego. Do Poznania powrócił w grudniu 1886 roku i gdzie 27 marca 1887 roku zmarł. Od 1861 roku był żonaty z córką A. Poplińskiego, Zofią i miał z nią córkę Marię.
Liczne artykuły i korespondencje o tematyce historycznej, politycznej i ekonomicznej których autorem był Kazimierz Szulc, zamieszczane były w periodykach. Był również autorem kilku rozpraw etnograficznych: O głównych wyobrażeniach i uroczystościach bałwochwalczych naszego ludu, 1857; Budowle i usypaliska Słowian pogańskich, 1863; Autentyczność kamieni mikorzyńskich, 1876. W 1880 roku W Mitycznej historii polskiej i mitologii słowiańskiej chciał pokazać podstawowy zrąb kultury ludowej będący w pełni ukształtowany przed tysiącleciem i przez ludową tradycję wiernie przechowany.